# 張未冠
張未冠（韓語：장미관，1989年7月21日—），韓國模特兒、男演員。2017年出演《大力女子都奉順》犯人金長賢一角，開始受觀眾關注。

## 演出作品

### 電視劇
- 2017年：JTBC《大力女子都奉順》飾演 金長賢
- 2017年：KBS《Manhole：夢遊仙境的奉弼》飾演 朴在賢
- 2020年：KBS《危險的約定》飾演 南正旭
- 2020年：MBN《我的危險妻子》飾演 載政

### 網路劇
- 2023年：Netflix《末日騎士》飾演 5-2

### 綜藝節目
- 2016年：JTBC《和妳一起2完美的愛情》